# 1618 en santé et médecine
| Années de la santé et de la médecine : 1615 - 1616 - 1617 - 1618 - 1619 - 1620 - 1621    |
| Décennies de la santé et de la médecine : 1580 - 1590 - 1600 - 1610 - 1620 - 1630 - 1640 |

## Divers
- 23 août : Marie de Médicis signe, à Blois, un « règlement relatif à l'administration des drogues et des médicaments de [s]a maison [...], tout à fait extraordinaire, aucun de semblable ne semble avoir été écrit pour la maison du roi[1] ».
- La peste « ravag[e] la région » de Lyon[2].
- En concluant à l'imposture, Jean Riolan (1577-1657) met fin dans sa Gigantologie[3] à la querelle ouverte en 1613 par la Gygantostéologie[4] de Nicolas Habicot († 1624), « qui opposa historiens, médecins et chirurgiens sur l'existence et la taille des géants[5],[6],[7] ».
- 1618-1620 : Pierre de Cortone dessine ses planches anatomiques, que grave Luca Ciamberlano (it), mais qui ne seront publiées qu'en 1741[8].

## Publications

### Divers
- 7 mai : le Collège royal de médecine de Londres publie la Pharmacopœia Londinensis[9],[10].
- Francesco Arcadio, médecin de Pordenone, publie en italien des « Paraphrases sur la médecine statique de Santorio Santorio » (Paraphrasi sopra la statica medicina santoriana[11],[12]) et, en latin, son « Médecin réformé » (Medicus reformatus[13]).
- Baldassare Baldassari, apothicaire de Ferrare[14], publie des « Raisons par lesquelles on démontre qu'il faut laver et non brûler le lapis-lazuli pour la préparation de l'alkermès de Mésué[15] ».
- Diego Cisneros, médecin de Nouvelle-Espagne, fait paraître un ouvrage sur la ville de Mexico, où il défend les thèses de l’astrologie médicale[16],[17].
- Girolamo Fabrizi d'Acquapendente (1533-1619) fait paraître le De gula, ventriculo, intestinis tractatus[18], le De motu locali animalium secundum totum[19] et le De totius animalis integumentis opusculum[20], trois des volumes qui doivent composer son grand traité d'anatomie, le Totius animalis fabricae theatrum.
- Johann Fautsch († 1681), homme de lettres et professeur de médecine à Fribourg, publie son traité sur l'hydropisie sous le titre de Conclusiones medicae de affectu hydropico[21].
- Bernardo Ferragut (fl. 1600-1630) publie son essai sur les comètes récemment apparues dans le ciel de Huesca (Conjectura de los efectos significados por los cometas que aparecieron el mes de noviembre en el horizonte de la ciudad de Huesca año 1618[22]), ouvrage où il explique que c'est par putréfaction et dessication de l’air que de tels astres peuvent provoquer la peste[23].
- Johann Vinzenz Finck (1593-1627), médecin né à Geisa, dans la principauté abbatiale de Fulda, en Thuringe, publie à Leipzig un manuel de médecine dogmatique et spagirique à l'usage des étudiants[24].
- L'imprimeur bâlois Johann Jacob Genath rassemble en un volume « cinq dizaines de dissertations médicales[25] ».
- Cristóbal Granado, barbier à Écija, en Andalousie, publie son traité sur la saignée[26].
- Nicolas Habicot († 1624), chirurgien du duc de Nemours[27], publie sa réponse à la Gigantologie[3] de Riolan, sous le titre d'Antigigantologie ou Discours de la grandeur des géants[28].
- Jan Jesensky (1566-1621), médecin, philosophe et homme politique slovaque, publie un opuscule intitulé De Sanguine vena secta demisso judicium[29].
- Le chimiste Arnold Kerner publie son traité « sur l'efficacité en médecine de l'or, du mercure, de l'antimoine et du vitriol[30] », ainsi qu'un ouvrage sur les multiples indications du baume[31].
- Charles Le Pois publie en latin des Observations et conseils choisis[32], où il est le premier à attribuer une origine cérébrale et non pas utérine aux troubles hystériques[33].
- Sous le titre de De spontaneo viventium ortu, Fortunio Liceti (1577-1657), médecin et philosophe  gênois, publie son ouvrage sur la génération spontanée[34].
- Michael Maier (1568-1622), médecin et alchimiste allemand, conseiller de l'empereur Rodolphe II, fait imprimer sa Themis aurea, ouvrage qui présente l'ordre de la Rose-Croix comme une société à but essentiellement médical[35].
- « Bartolomé Marradón, médecin de Marchena qui a visité la Nouvelle-Espagne à la fin du XVIe siècle[36], publie à Séville un Dialogue sur l'usage du tabac, du chocolat et autres boissons[37],[38] ».
- Le compositeur et alchimiste allemand Johann Daniel Mylius intitule Opus medico-chymicum le traité de chimiatrie qu'il fait imprimer par Lucas Jennis à Francfort[39].
- Ippolito Obizzi[40], médecin de Ferrare, rassemble un grand nombre de ses propres ouvrages, certains inédits, dans un recueil qu'il intitule Iatrastronomicon[41].
- Francesco Plazzoni, chirurgien et anatomiste italien, fait imprimer à Venise la deuxième édition[42] de son « traité sur les plaies par arme à feu » (De vulneribus sclopetorum tractatus[43]).
- Jean Riolan le Jeune (1580-1657) donne sa Gigantologie[3] et son Anthropographia et osteologia[44], ainsi qu'une « requête pour l'établissement d'un jardin royal[45],[46] ».
- Angelo Sala (1576-1637) publie Ternarius bezoardicorum et hemetologia seu Triumphus vomitorium[47].
- L'alchimiste Hamerus Poppius Thallinus publie son traité sur l'antimoine[48].
- Marco Antonio Tosi[49], médecin à Serra San Quirico et Sassoferrato, dans la province d'Ancône, fait paraître un traité sur l'anthrax et la péripneumonie[50].
- Sebastiano Travo, médecin et philosophe de Villanova d'Asti, citoyen de Turin et lecteur à l'université de cette ville, fait paraître un livre intitulé Scholia in theoremata, medica, physica, metaphysica et moralia[51].

### Sur la peste
- Hermann Follin (fl. 1612-1650), médecin ordinaire de la ville de Bois-le-Duc, publie à Anvers un traité de peste qu'il intitule Amuletum Antonianum, seu Luis pestiferae fuga[52].
- Sous le titre de Tractatus brevis de praeservatione et curatione pestis[53], Andreas Hiltebrand († 1637[54]), médecin de Stettin, fait paraître à Leipzig une traduction latine du Breve trattato intorno alla preservatione et cura della peste d'Evangelista Quadramio (1527 – ap. 1602), paru à Rome en 1586[55].
- David Verbec (sl)[56] (1577-1643), médecin slovène, fait imprimer à Kempten un traité de peste[57].
- Les écrits sur la peste d'Ippolito Zucconelli, médecin de Sigismond Vasa, roi de Pologne, sont édités à Venise par son frère, Girolamo Zucconelli[58].

## Naissances
- 2 janvier : Jean Hamon (mort en 1687), médecin et écrivain janséniste, successeur de Victor Pallu (1604-1650) à l'abbaye de Port-Royal[59],[60].
- Samuel Collins (en) (mort en 1710), médecin anglais, professeur d'anatomie, médecin ordinaire et conseiller du roi Charles II, président du collège de médecine de Londres[61].
- Johann Zwelfer (mort en 1668), médecin allemand[62].
- 1618 ou 1619 : Daniel Whistler (en) (mort en 1684), médecin anglais, auteur du De morbo puerili Anglorum, quern patrio idiomate indigense vocant « The Rickets », thèse soutenue à Leyde en 1645, et premier texte imprimé sur le rachitisme pédiatrique, maladie dite « des Anglais », encore appelée « The Rickets[63] ».
- 1618[64] ou 1621[65] : George Joyliffe (ou Jolivius) (mort en 1658), anatomiste et médecin anglais, l’un des découvreurs du système lymphatique.

## Décès
- 29 janvier : William Butler (en) (né en 1535), médecin du roi Jacques VI et Ier[66].
- 24 juin : Simon II Piètre (né en 1565), médecin, professeur au Collège royal[67].
- Jacques Duval (né vers 1555), médecin originaire d'Évreux, agrégé au collège des médecins de Rouen en 1598[68].
- Jacques de Marque (né à une date inconnue), chirurgien nantais, mort à Paris, homonyme de son neveu, Jacques de Marque († 1622), également chirurgien[69].